# Racodiscula sceptrellifera
Racodiscula sceptrellifera är en svampdjursart som först beskrevs av Carter 1881.  Racodiscula sceptrellifera ingår i släktet Racodiscula och familjen Theonellidae. Inga underarter finns listade i Catalogue of Life.